# Griffinia
Griffinia is een geslacht van kreeftachtigen uit de klasse van de Malacostraca (hogere kreeftachtigen).

## Soorten
- Griffinia gilloloensis (Rathbun, 1916)
- Griffinia lappacea (Rathbun, 1918)
- Griffinia polita (Griffin & Tranter, 1986)
- Griffinia takedai Richer de Forges & Ng, 2012